# Berkay Yilmaz
Berkay Yilmaz (* 8. März 1997 in Bielefeld) ist ein deutscher Fußball- und Futsalspieler türkischer Abstammung.

## Karriere
Der Torwart begann seine Karriere beim VfB Schloß Holte und wechselte im Jahre 2006 in die Jugendabteilung von Arminia Bielefeld. Als 14-Jähriger wechselte Berkay Yilmaz zum FC Schalke 04, bevor er als A-Jugendlicher im Jahre 2014 zum SC Verl wechselte. Am 7. Mai 2016 gab er sein Debüt in der Regionalligamannschaft beim Spiel gegen Alemannia Aachen. Am Saisonende wechselte Yilmaz zum Oberligisten FC Gütersloh und ging dann ein Jahr später zum Westfalenligisten VfB Fichte Bielefeld, mit dem Yilmaz im Sommer 2018 abstieg. Yilmaz kehrte daraufhin zum FC Gütersloh zurück und wurde im Jahre 2023 sowohl Meister der Oberliga Westfalen als auch Westfalenpokalsieger. Nach insgesamt 37 Einsätzen in der Oberliga Westfalen und deren neun im Westfalenpokal verließ er den Verein am Saisonende. Er schloss sich daraufhin dem Landesligisten FSC Rheda an.
Seit 2015 spielte Berkay Yilmaz Futsal für den MCH Futsal Club Sennestadt. Mit den Sennestädter wurde er einmal Meister und zweimal Vizemeister der Futsalliga West, der höchsten Spielklasse. Dreimal nahm Yilmaz mit den Sennestädtern an der deutschen Futsalmeisterschaft teil, wo die Mannschaft einmal das Halbfinale und zweimal das Viertelfinale erreichte. Im Jahre 2019 wechselte Yilmaz zu den FC Gütersloh Futsal Cowboys und schaffte drei Jahre später mit dem Team den Aufstieg in die zweitklassige Regionalliga. Darüber hinaus wirkt er als Teammanager.